# 霍伊特·范登堡
霍伊特·桑福德·范登堡（英語：Hoyt Sanford Vandenberg，1899年1月24日—1954年4月2日）是美国空军上将、第二任空军参谋长和第二任中央情報總監（中央情报局前身）組長。二战期间，范登堡曾在英国和法国指挥空军支援陆军作战。位于美国加利福尼亚州圣巴巴拉县的范登堡空军基地是以他的名字命名的。

## 生平
范登堡出生在美国威斯康辛州密爾沃基，少年時期在洛厄尔生活。他畢業於美國軍事學院，1923年6月12日，被任命為少尉在航空部隊服役。1924年2月畢業於得克薩斯州布魯斯飛行場的航空勤務隊飛行學校，9月畢業於凱利飛行場的進階飛行學校。
1927年，他在航空兵初級飛行學校成為教練，1928年在加利福尼亞州被晉升為中尉。1929年5月，范登堡去了夏威夷，加入美軍驅逐機第6中隊。1931年9月回國，任飛行教官在藍道夫機場，1933年3月成為一名飛行指揮官和副指揮官。1934年8月兩個月後，他進入了指揮和參謀學院，1936年6月他完成課程同時晉升為上尉。然後他成了航空兵戰術學校作為教師任教直到1936年9月，當他進入陸軍戰爭學院，在那裡他專門為菲律賓設立防禦規劃。1939年6月從戰爭學院畢業後，范登堡被分配到美國陸軍航空隊總部企劃科（Plans Division, Office of the Chief of Air Corps），由卡爾·安德魯·斯帕茨准將親自挑選。1939年和1940年的秋天，范登堡在航空隊司令部為菲律賓軍區（美國陸軍下屬單位）開發兩個航空部隊的計畫，基於不列顛戰役中英國皇家空軍攔截行動，但都沒有通過戰爭部，羅斯福政府重申其一貫反對任何計畫，呼籲加固菲律賓的防禦。1940年范登堡在航空基地被晉升為少校、在1941年晉升為中校。
幾個月後，美國進入第二次世界大戰，他被晉升為上校，成為航空人員的培訓官。正因為他的培訓，他獲得傑出服役獎章。

### 第二次世界大戰
1942年6月，范登堡被派往英國，協助和組織北非的空軍力量。而在英國期間，他被任命為第12航空隊參謀長，并進行組織等工作。1942年12月，范登堡晉升為准將。1943年2月18日，范登堡的航空部隊成為了非洲西北部的戰略航空司令，在詹姆斯·杜立特少將的指揮之下。是新西北非空軍戰略武器（NAAF）范登堡前往突尼西亞、潘泰萊里亞、薩丁島、西西里島和義大利等任務。在這段時間，他被授予銀星和傑出飛行十字勳章。他的組織能力和在第十二航空隊的工作，被授予榮譽軍團勛章，并作為北非空軍力量的參謀長。1943年9月到俄羅斯商議空軍事宜，1944年1月回美國，3月晉升為少將，然後被派往歐洲戰場。1944年4月，他被仍命為盟國遠征軍空軍副司令和美國駐歐陸軍航空軍司令。
1944年8月，范登堡接任第九航空隊司令。1944年11月28日，他收到了因為他有份參與的諾曼第登陸計畫，而得到的傑出服役獎章，他在1945年3月晉升為中將。

### 戰後

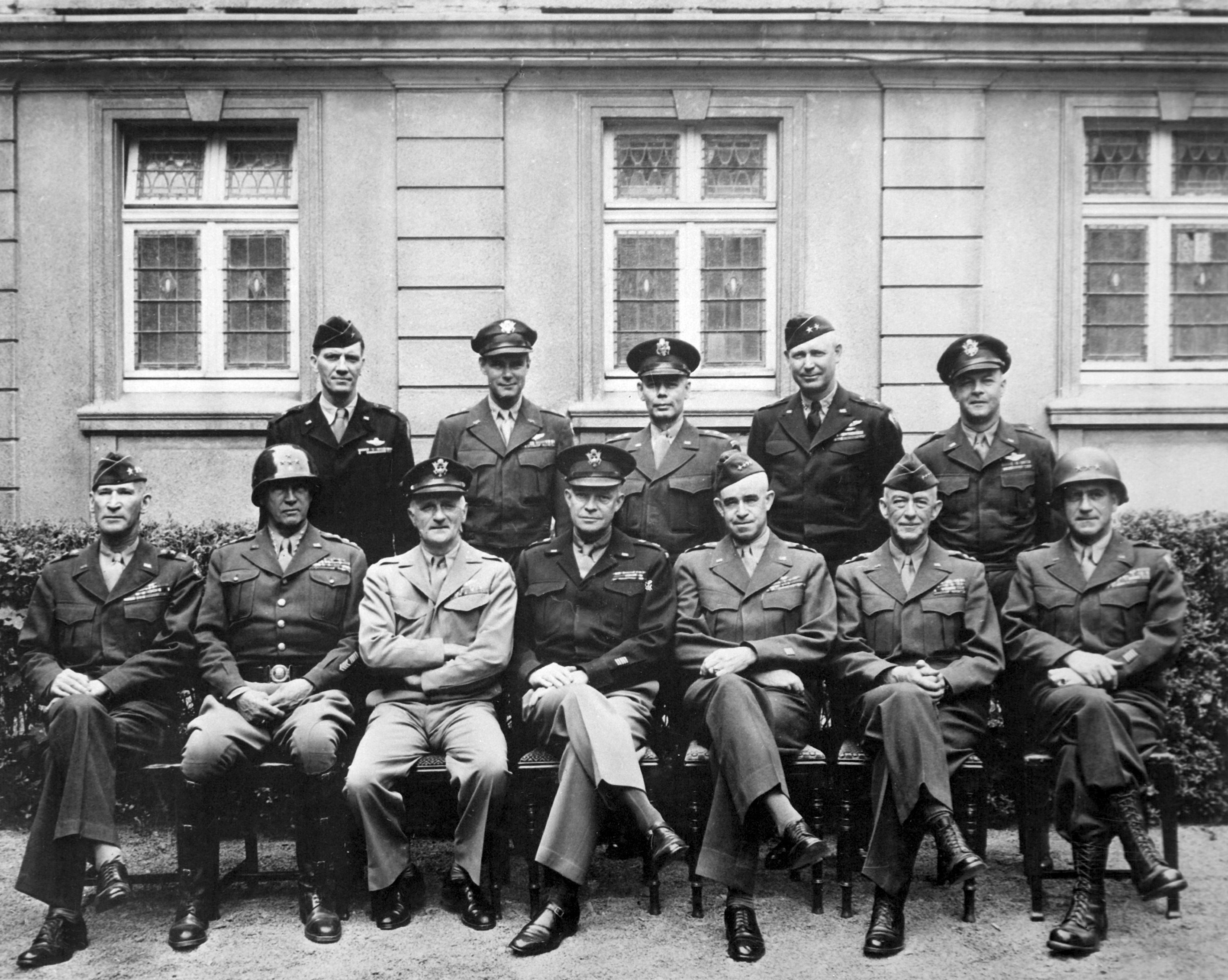
范登堡（後排左二）

1945年7月他被任命為陸航參謀部的助理參謀長（USAAF），1946年1月，他任職為美國陸軍參謀部部長直到6月。1946年6月再任中央情報組（中央情報局前身）組長，直到1947年。
范登堡中將在1947年4月返回新獨立的美國空軍繼續工作，並在1947年6月15日，成為副總司令的空軍參謀部。1947年10月1日，為空軍副參謀長，並晉升為上將。
1953年6月29日退役，1954年4月2日去世；而美國加州的范登堡空軍基地即為紀念他而命名。

## 荣誉

### 外国勋章奖章
- 特种大绶宝鼎勋章（中华民国，1948年10月10日批准[1]）

## 外部連結
- Public domain biography provided by the United States Air Force
- National Aviation - Hoyt Vanbenberg （页面存档备份，存于）

| 政府职务           | 政府职务                                | 政府职务               |
| ------------------ | --------------------------------------- | ---------------------- |
| 前任： 席尼·索伊爾 | 中央情報總監 1946年6月10日–1947年5月1日 | 繼任： 羅斯科·希倫科特 |